# Josep Tenas i Alivés

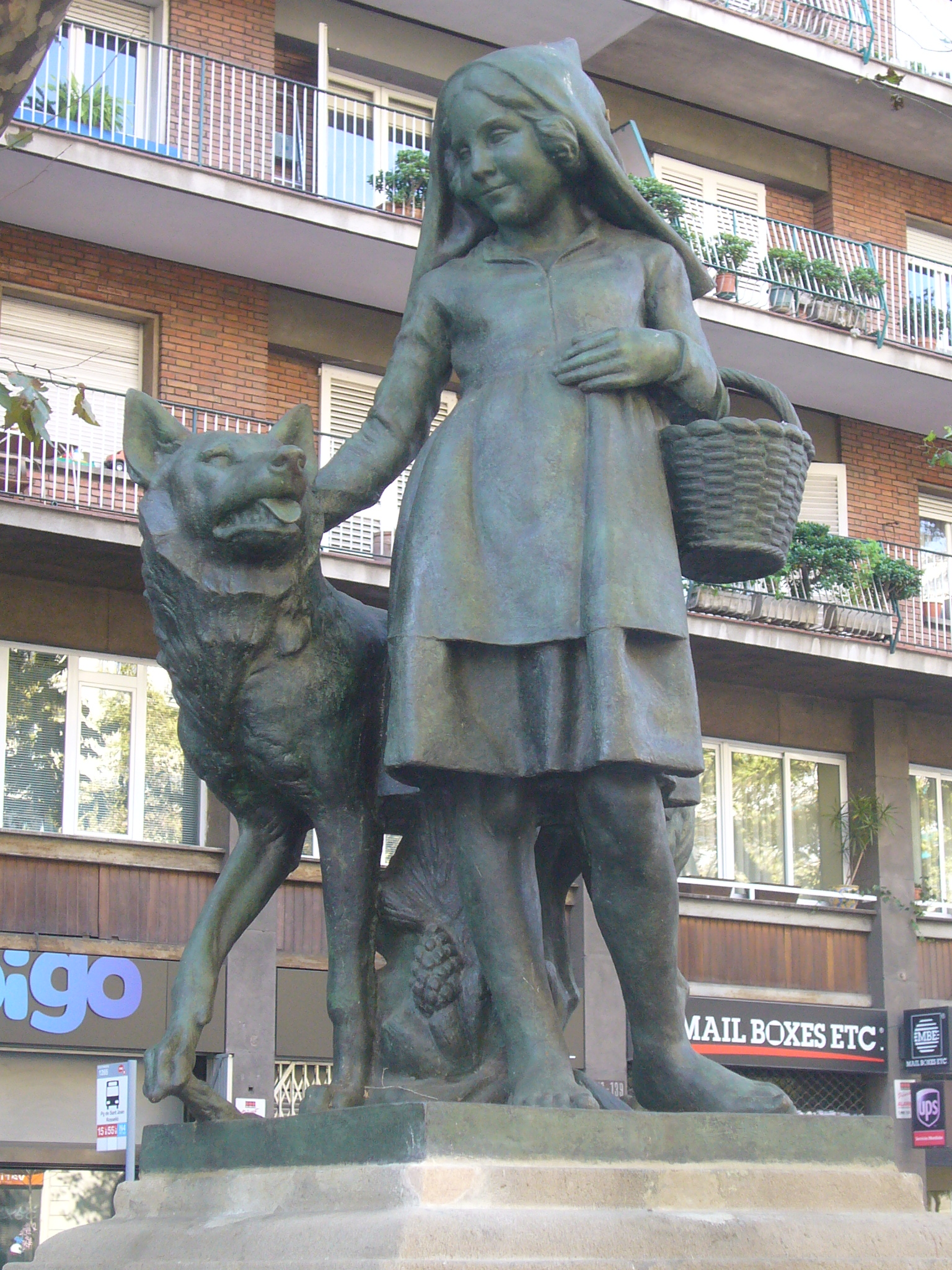
Font de la Caputxeta Vermella a Barcelona, de Josep Tenas

Josep Tenas i Alivés (Sant Boi de Llobregat, 1892 - Barcelona, 1943) va ser escultor català.

## Biografia
Format a Llotja amb Pere Carbonell i Antoni Alsina i Amils, va ampliar estudis a París amb Bourdelle. Dins l'Associació Escolar Artística va concórrer amb una caricatura a l'Exposició de Retrats i Dibuixos del 1910. Va ser des de 1916 professor de modelatge i buidatge a la Llotja. Va participar en les Exposicions d'Art de Barcelona del 1920 i el 1921. Va obtenir un diploma d'honor a l'Exposició Internacional del 1929 i va participar en la Nacional del 1942, on va obtenir el diploma de segona classe en la secció d'escultura per l'obra La moza de antaño. Té alguna obra pública a Barcelona, com la de La Caputxeta Vermella al Passeig de Sant Joan, però es va destacar sobretot pels seus busts i retrats, de sòlida sobrietat.

Al 1888 va formar part dels escultors que realitzaren el conjunt del monument a Colom situat al final de les Rambles de Barcelona